# 南北アメリカにおける2019年コロナウイルス感染症の流行状況
南北アメリカにおける2019年コロナウイルス感染症の流行状況（なんぼくアメリカにおける2019ねんコロナウイルスかんせんしょうのりゅうこうじょうきょう）では、南北アメリカにおける新型コロナウイルス感染症（COVID-19）の流行状況および対策、対応などを扱う。
2021年3月時点でアメリカ合衆国（感染者数3000万人・死者数50万人以上でいずれも世界最多）とブラジル（感染者数1000万人・死者数30万人以上）は世界で感染者の多い上位国となっている。

## 北部アメリカ

### アメリカ合衆国
2020年1月21日、アメリカ合衆国ワシントン州スノホミッシュ郡で初の感染者が確認された。これは北アメリカにおいて初の症例である。同年3月以降感染が急拡大し、翌4月には累計感染者数が100万人を超え、死者数も5万人以上となり、他国を大きく引き離していずれも世界最多となっている。その後も感染拡大が続き、2021年3時点で累計感染者数は3000万人を超え、さらに死者数も50万人以上に膨れ上がっている。

### カナダ
2020年1月27日、21日に武漢市を出発し、広州経由で22日にカナダのトロントに到着した50代の男性の感染が確認された。
1月28日、1例目の男性の妻の感染が確認された。
同日、ブリティッシュコロンビア州バンクーバー付近在住の40代男性のウイルス反応が陽性であるため、感染の可能性が高いとみられる。1月29日、ウィニペグにある研究所で上述の男性のサンプルを検査し、感染が確定した。
1月31日、オンタリオ州ロンドン在住のウェスタンオンタリオ大学の20代女性学生の感染が確認された。1月23日に武漢から入国したとみられる。
2月4日、ブリティッシュコロンビア州で新たに50代女性の感染が確認され、ロックダウンの前に武漢を出た親族を自宅に招き入れたとみられる。
2月7日、ブリティッシュコロンビア州で男女2人のウイルス反応が陽性であるため、感染したとみられる。
2月14日、ブリティッシュコロンビア州で30代女性の感染が確認された。
2月20日、ブリティッシュコロンビア州でイランを訪れたことのある30代女性の感染が確認された。
2月24日、ブリティッシュコロンビア州でイラン帰りの女性の接触者である40代男性の感染が確認された。また、オンタリオ州でも中国帰りの20代女性のウイルス反応が陽性になり、感染の可能性が高いと見られる。
2月26日と27日、オンタリオ州でイラン帰りの60代女性とその夫の感染が確認された。
2月27日、ケベック州でイラン帰りの女性の感染が確認された。
2月28日、25日にトロントに到着したイランへの渡航歴がある50代男性、20日にトロントに到着したエジプトへの渡航歴がある80代男性の感染が確認された。
2月29日、オンタリオ州でイランから帰ったヨーク在住の34歳女性、ダーラム在住の51歳女性とその夫、ブリティッシュコロンビア州でイランから帰った60代女性の感染が確認された。
3月1日、オンタリオ州でヴォーン在住の感染者の兄弟である50代男性、ヨーク在住の感染者の夫である40代男性、23日にイランから帰国した60代男性、感染者である80代男性の接触者であるニューマーケット在住の70代女性の感染が確認された。
3月2日、トロント周辺で3人の感染が確認された。いずれもイランとエジプトへの渡航歴のある人あるいはその親族である。
3月3日、トロントでエジプトから帰国したヨーク在住の70代女性とイランから帰国した50代男性、ブリティッシュコロンビア州でイランから帰国した50代男性、60代男性、成人女性及び接触者である30代女性の感染が確認された。
3月4日、バンクーバーでインド・香港旅行から帰国した80代女性の感染が確認された。
3月5日、オンタリオ州で同月3日にイタリアから帰国した50代女性と2月29日にイランから帰国した60代男性、2月11日〜21日にクルーズ船「グランドプリンセス」に乗ったミシサガ在住の60代男性、ラスベガスの国際会議に参加したトロント在住の40代男性、ブリティッシュコロンビア州で8人、ケベック州でインドから帰国した男性の感染が確認された。また、アルバータ州でグランドプリンセス号の乗客だったカルガリー在住の女性、ケベック州でモンテレジー地域在住の女性1人にウイルスの陽性反応が出た。
3月6日、オンタリオ州でグランドプリンセス号の乗客の妻である60代女性、イランから帰国した50代男性と60代女性、イタリアから帰国した20代男性、アルバータ州でエドモントン都市圏在住の40代男性の感染が確認された。
3月7日、ブリティッシュコロンビア州でノースバンクーバーの介護施設の2人、イランから帰国した50代男性と接触者である50代男性、グランドプリンセス号の乗客だった60代2人の感染が確認された。
3月8日、ケベック州でグランドプリンセス号の乗客だったモンテレジー地域在住の女性、オンタリオ州でフランス旅行から帰国した60代女性、ワシントンD.C.から帰国した60代男性、コロラド州から帰国した40代女性、ドイツから帰国したピール地区在住の50代男性の感染が確認された。同日、ノースバンクーバーの介護施設に入居していた80代男性が死亡。また、アルバータ州でカルガリー在住の30代女性とエドモントン在住の60代男性にウイルスの陽性反応が出た。
3月9日、アルバータ州でグランドプリンセス号の乗客だった70代女性、ウクライナ・トルコ・オランダへの旅行から帰国した30代男性、カリブ海を運航するクルーズ船「MSブレーマー」の乗客だった50代女性、オンタリオ州でイランから帰国したトロント在住の2人の感染が確認された。また、ケベック州で米国・イギリス・アイルランドへの旅行から帰国したモントリオール在住の男性にウイルスの陽性反応が出た。
3月10日、アルバータ州で「MSブレーマー」の乗客だった1人を含むエドモントン都市圏在住の3人とカルガリー都市圏在住の4人、オンタリオ州でスイスから帰国した40代男性とトロントで開催された会議サドバリー在住の男性の感染が確認された。
3月11日、アルバータ州で5人、ニューブランズウィック州でフランス旅行から帰国した50代女性、オンタリオ州でオーストリアから帰国したオタワ在住の40代男性、ケベック州でマイアミとカリブ海地域への旅行から帰国した1人、ドミニカ共和国から帰国した1人とイタリアから帰国した1人の感染が確認された。
3月12日、オンタリオ州でロンドンから帰国したトルドー首相夫人、ソフィー・グレゴワール・トルドーやプエルトリコ ・イタリア・コスタリカ・アメリカなどから帰国した人、乳児1人を含む18人、マニトバ州でフィリピンから帰国したウィニペグ在住の40代女性と海外から帰国した30代男性2人の感染が確認された。また、サスカチュワン州でエジプトから帰国した60代1人にウイルスの陽性反応が出た。
3月13日、アルバータ州でバンクーバーで開催された歯科医会議に参加していた1人を含む6人、マニトバ州で韓国・フィリピン・日本を訪れていたウィニペグ在住の40代男性、オンタリオ州でナイアガラフォールズ在住の80代男性を含む19人の感染が確認された。
3月14日、アルバータ州でエドモントン都市圏在住の4人とカルガリー都市圏在住の6人の感染が確認された。また、ニューブランズウィック州で接触者の男性、ニューファンドランド・ラブラドール州でカリブ海クルーズから帰国した1人、プリンスエドワードアイランド州でクルーズ旅行から帰国したクイーンズ郡在住の50代女性にウイルスの陽性反応が出た。
3月15日、アルバータ州でエドモントン都市圏在住の3人とカルガリー都市圏在住の14人、マニトバ州でウィニペグ在住の70代男性と50代女性、インターレイク地域在住の70代女性、オンタリオ州でトロント在住の14人、ピール地域在住の5人、ヨーク地域在住の3人、クルーズ旅行から帰ったグレイ・ブルース在住の2人、スペイン・ポルトガルから帰国したピーターバラ在住の1人、ハミルトン在住の3人など計43人の感染が確認された。また、ニューブランズウィック州で州内最初の感染者と接触した50代男女2人と20代男性2人、ノバスコシア州でオーストラリア旅行から帰国したキングス郡在住の60代女性、アメリカ旅行から帰国したハリファックス在住の50代男性、ヨーロッパ旅行から帰国したハリファックス在住の30代男性にウイルスの陽性反応が出た。
3月16日、アルバータ州で18人、ブリティッシュコロンビア州で30人の感染が確認された。同日、ブリティッシュコロンビア州でノースバンクーバーの介護施設に入居していた3人の死亡が確認された。また、マニトバ州でウィニペグ在住の80代男性、ニューブランズウィック州でギリシャから帰国した南部地域在住の20代女性にもウイルスの陽性反応が出た。
感染者の増加により、トルドー首相は16日に、カナダ国民や永住者以外の外国人の入国を原則禁止すると発表した。ただし、外交官、航空関係者、カナダへの往来が多いアメリカ国民は対象外とし、物資の輸入も制限しなかった。また、同月18日から、国際航空便の受け入れをトロント、モントリオール、カルガリー、バンクーバーの4か所の国際空港に限るとした。
3月17日、アルバータ州でエドモントン都市圏在住の20人、カルガリー都市圏在住の70人と中部地域在住の3人、北部地域在住の3人、南部地域在住の1人、ブリティッシュコロンビア州で83人、オンタリオ州で11人、サスカチュワン州でバンクーバーで開催された歯科医会議に参加した2人の感染が確認された。同日、ブリティッシュコロンビア州でノースバンクーバーの介護施設に入居していた2人とフレイザー保健所管内在住の80代男性、オンタリオ州のバリーで77歳男性が死亡。また、マニトバ州でウィニペグ在住の5人と南部地域在住の2人の推定事案が発生した。
3月18日、アルバータ州で22人、オンタリオ州でオタワ・セネターズの選手1人を含む25人、ケベック州で20人の感染が確認された。同日、ケベック州ラノディエール地域在住の高齢女性1人が死亡。また、マニトバ州でウィニペグ在住の70代男性と50代女性の推定事案が発生した。
3月19日、アルバータ州で27人、ブリティッシュコロンビア州で40人、オンタリオ州でダラム地域在住の80歳男性やウォータールー在住の20代女性を含む44人の感染が確認された。同日、アルバータ州のエドモントン地区で60代男性、ブリティッシュコロンビア州のノースバンクーバーで1人、オンタリオ州でミルトン在住の50代男性が死亡。
3月20日、オンタリオ州でミドルセックス郡ロンドンの6人、ハリバートン・カワーサの3人、トロントの2人、ハミルトンの2人、ピーターバラの3人、ダラム地域の6人、オタワの3人、ウォータールーの4人、ピール地域の2人、ヨーク地域の1人、ポーキュパインの1人、ヘイスティングス・プリンスエドワードの1人を含む60人の感染が確認された。

### グリーンランド
2020年3月16日、中心都市ヌークで1人の感染が確認された。
3月18日、ヌークで1人の感染が確認された。

## 中央アメリカ・カリブ海地域

### メキシコ

メキシコの州別感染者数

2020年2月27日、14日〜22日にイタリア北部に滞在していた35歳男性の感染が確認された。当該男性は22日にメキシコシティに到着し、翌日に体調不良になり、感染が確認された。
2月28日、シナロア州在住の41歳男性ら2人にウイルスの陽性反応が検出された。27日に感染が確認された男性と2人は共にイタリアのベルガモで開催した国際会議に参加したため、現地で感染したと見られる。
2月29日、コアウイラ州のトレオンでイタリアから帰国した20歳女性の感染が確認された。
3月1日、チアパス州のトゥストラで留学先のミラノから帰国した18歳女性の感染が確認された。
3月6日、メヒコ州のトルーカでイタリアから帰国した71歳男性の感染が確認された。
3月8日、アメリカ人と接触したことのあるメキシコシティ在住の46歳男性の感染が確認された。
3月10日、プエブラ州のプエブラでイタリアから入国した自動車会社の従業員である47歳男性感染が確認された。
3月11日、メキシコシティでスペイン旅行から帰国した41歳男性と30歳女性、メヒコ州で米国から帰国した64歳女性、ケレタロ州でスペインから帰国した43歳男性の感染が確認された。また、ヌエボ・レオン州でロンドン、ミュンヘン、マドリードへの旅行から帰国したサン・ペドロ在住の57歳男性が無症候キャリアであることも判明した。
3月12日、スペイン・フランスへの旅行から帰国したプエブラ州在住の31歳男性、ドゥランゴ在住の58歳男性と30歳女性の感染が確認された。
3月13日、メキシコ証券取引所の取締役会長であるハイメ・ルイス・サクリスタンを含む11人の感染が確認された。
3月14日、新たに15人の感染が確認された。
3月15日、スペインから帰国したヌエボ・レオン州在住の27歳男性とアグアスカリエンテス州在住の男子学生を含む12人の感染が確認された。
3月16日、新たに29人の感染が確認された。
3月17日、新たに11人の感染が確認された。
3月18日、新たに25人の感染が確認された。同日、メキシコシティで41歳男性が死亡。
3月19日、新たに46人の感染が確認された。同日、ゴメスパラシオで74歳男性が死亡。
3月22日、同国に滞在中のスペイン人テノール歌手プラシド・ドミンゴの感染が確認された。同月28日にアカプルコの病院に入院していることが明らかにされた。

### ドミニカ共和国
2020年3月1日、2月22日に入国した62歳イタリア人男性の感染が確認された。
3月5日、2月下旬にラ・ロマーナ州に入国し、バヤイベのホテルに滞在していた70歳カナダ人女性観光客の感染が確認された。
3月8日、いずれもイタリアからの帰国者である3人の感染が確認された。
3月13日、いずれも海外から入国したドミニカ人3人、フランス人1人、ベネズエラ人2人の感染が確認された。
3月16日、海外帰国者9人および、ドゥアルテ州のビージャ・リバで感染者と接触した1人の感染が確認された。また、スペインから帰国した結核とHIVにもかかる47歳女性の死亡が確認された。
3月18日、クルーズ船「コスタ・ファヴォローザ」の乗船客ら13人の感染が確認された。同日、80歳の外国人男性の死亡が発表された。
3月20日、政治家ビクトル・ゴメス・カサノバの親族1人を含む38人の感染が確認された。

### コスタリカ
2020年3月6日、アメリカから入国した49歳女性観光客の感染が確認された。
3月7日、女性の夫である49歳米国人男性、感染源不明の54歳コスタリカ人男性とその73歳の叔母、彼の世話をしていた41歳医療関係者女性の感染が確認された。
3月8日、感染者と接触した3人と最近に米国から帰国した国内在住の70歳米国人女性の感染が確認された。
3月9日、感染者と接触した子供2人と別のコスタリカ人1人、アメリカから帰国した国内在住の米国人女性の感染が確認された。
3月11日、新たに9人の感染が確認された。
3月12日、新たに1人の感染が確認された。
3月13日、新たに3人の感染が確認された。
3月14日、新たに1人の感染が確認された。
3月15日、新たに8人の感染が確認された。
3月16日、新たに6人の感染が確認された。
3月17日、新たに9人の感染が確認された。
3月18日、新たに19人の感染が確認された。同日、アラフエラで87歳の高齢者1人が死亡。
3月19日、リモン州の初症例を含む18人の感染が確認された。同日、アラフエラで87歳男性が死亡。
3月20日、新たに26人の感染が確認された。

### パナマ
2020年3月9日、前日にマドリードから帰国した40歳女性の感染が確認された。
3月10日、新たに7人の感染が確認された。また、教師1人の死亡が発表された。
3月11日、新たに6人の感染が確認された。
3月12日、新たに13人の感染が確認された。
3月13日、新たに9人の感染が確認された。
3月14日、新たに7人の感染が確認された。
3月15日、新たに12人の感染が確認された。
3月16日、新たに14人の感染が確認された。
3月17日、新たに27人の感染が確認された。
3月18日、新たに23人の感染が確認された。
3月19日、新たに28人の感染が確認された。
3月20日、新たに63人の感染が確認された。

### ジャマイカ
2020年3月10日、キングストンで同月4日にイギリスから帰国した女性の感染が確認された。
3月11日、イギリスから帰ってきた在ジャマイカ米国大使館の女性職員1人の感染が確認された。
3月13日、マレーシアからドバイ・ロンドン・トリニダード島経由で入国した60代男性2人、マンチェスターから来た36歳男性、カナリア諸島からポルトガル・マイアミ経由で帰国した31歳男性船員、最初の感染者の父親である58歳男性と接触者である34歳女性の感染が確認された。
3月15日、国内で感染者と接触した1人とトリニダード・トバゴから帰国した1人の感染が確認された。
3月16日、新たに2人の感染が確認された。
3月17日、イギリスから入国した1人の感染が確認された。
3月18日、新たに2人の感染が確認された。また、16日にクラレンドン教区で79歳男性が亡くなったことは公表された。
3月19日、ロングアイランドを訪れていた57歳男性の感染が確認された。
3月20日、ヒューストンを訪れていた38歳アメリカ人男性、ニューヨークを訪れていた30歳女性とポートランド教区在住の60歳女性の感染が確認された。

### ホンジュラス
2020年3月11日、スペイン旅行から帰国した42歳妊婦とスイスから帰国した37歳女性の感染が確認された。
3月13日、感染者の親族であるテグシガルパ在住の64歳1人の感染が確認された。
3月15日、テグシガルパ在住の48歳の男性、チョルテカ県在住の30歳女性と生後8か月の乳児の感染が確認された。
3月16日、テグシガルパ在住の15歳と28歳の女性2人の感染が確認された。
3月17日、サン・ペドロ・スーラのラモン・ビジェダ・モラレス国際空港に入国したニューヨーク在住のアジア系男性の感染が確認された。
3月18日、サン・ペドロ・スーラの感染者と接触した68歳女性、最初の感染者と接触した33歳男性、テキサス州のサンアントニオからチョルテカ県のエル・トリウンフォに来た4歳の子供の感染が確認された。
3月19日、テグシガルパ在住の15歳1人、17歳1人と25歳女性、中央地域在住の59歳1人、フランシスコ・モラサン県在住の20歳、27歳と15歳の3人、プエルト・コルテス在住の69歳女性と68歳1人、サン・ペドロ・スーラ在住の28歳1人、34歳1人と77歳男性の感染が確認された。

### キューバ
2020年3月11日、トリニダで同月9日に入国したイタリア人観光客3人の感染が確認された。
3月12日、ビジャ・クララ州サンタ・クララ在住の男性1人の感染が確認された。彼の妻であるボリビア人女性は2月24日にミラノから入国したが、症状がなかった。
3月16日、同月8日にスペインのガリシア州から帰国した63歳男性の感染が確認された。同日、キューバ政府は既に5人の感染者が発生したクルーズ船「MSブレーマー」のマリエル港への停泊と乗客の下船を許可した。
3月17日、同月14日にイタリアから帰国したカマグエイ在住の38歳1人、同月7日にイタリアから帰国したハバナ州グアナバコア在住の65歳1人の感染が確認された。
3月18日、マドリードから帰国したビジャ・クララ州サンタ・クララ在住の25歳1人、米国ニュージャージー州から帰国したサンタ・クララ在住の67歳1人、同月8日に米国カリフォルニア州からサンクティ・スピリトゥス州のトリニダに入国した77歳米国人の感染が確認された。同日、61歳イタリア人男性が死亡。
3月19日、オルギン州で同月14日に入国した57歳カナダ人、グランマ州バヤモのホテルに滞在中の69歳フランス人、イタリアから入国した70歳イタリア人、ローマから帰国した37歳1人、スペインから入国した34歳スペイン人、モントリオールから入国した81歳カナダ人の感染が確認された。
3月20日、ピナール・デル・リオ州ビニャーレスのホテルに滞在中の25歳ベルギー人、ガイアナから帰国したマタンサス州カルデナス在住の36歳1人、フランスから帰国したハバナ州グアナバコア在住の32歳1人、マドリードから帰国したハバナ州ボイェロス在住の75歳1人とサンティアーゴ・デ・クーバ州パルマ・ソリアノ在住の35歳1人の感染が確認された。

### セントビンセント・グレナディーン
2020年3月11日、同月7日にイギリスから帰国した女性の感染が確認された。

### トリニダード・トバゴ
2020年3月12日、同月9日にスイスから帰国した52歳男性の感染が確認された。
3月13日、66歳1人の感染が確認された。
3月15日、新たに2人の感染が確認された。
3月16日、26歳男性1人の感染が確認された。
3月17日、新たに2人の感染が確認された。
3月19日、いずれも旅行歴のある男女2人の感染が確認された。

### キュラソー
2020年3月12日、同月5日にオランダ本土の北ブラバント州から来た68歳観光客男性の感染が確認された。同月18日、当該男性が死亡。
3月14日、最初の感染者のパートナーの感染も確認された。
3月15日、新たに1人の感染が確認された。

### グアテマラ
2020年3月13日、イタリア旅行からアエロメヒコ航空便でボゴタ・サンサルバドル経由で帰国した27歳男性の感染が確認された。
3月14日、マドリードから帰国したサン・ペドロ・サカテペケス在住の85歳男性の感染が確認された。翌日、当該男性が同市内で死亡。
3月16日、死亡者の親族である30代男性2人、オーストラリアから帰国したアンティグア在住の35歳女性、イギリスからニューヨーク経由で帰国した32歳男性の感染が確認された。
3月18日、死亡者の親族と接触したグアテマラ市在住の57歳男性と50歳女性の感染が確認された。
3月19日、スペインから帰国した23歳1人の感染が確認された。
3月20日、コスタリカからラ・アウロラ国際空港に帰国した36歳男性、デンマーク・スペイン・フランス・コスタリカを歴訪したシウダー・ビエハ在住の29歳男性、ニューヨークから帰国したサンタ・ローサ県クイラパ在住の43歳女性、出国歴のない51歳女性の感染が確認された。
3月21日、サン・ペドロ・サカテペケス在住の感染者の25歳の妻と3歳の娘、アメリカコロラド州から帰国したグアテマラ市在住の46歳男性と36歳女性の感染が確認された。

### アンティグア・バーブーダ
2020年3月13日、同月初にイギリスから入国した女性1人の感染が確認された。

### セントルシア
2020年3月13日、同月7日にイギリスから入国した63歳女性観光客の感染が確認された。
3月14日、同月11日にフランスから入国した53歳男性の感染が確認された。

### アルバ
2020年3月13日、いくつかの国を訪れていたアメリカ人観光客とニューヨークから帰ってきた島民1人の感染が確認された。
3月16日、新たに1人の感染が確認された。
3月17日、観光客1人の感染が確認された。
3月19日、来訪者1人の感染が確認された。

### バハマ
2020年3月15日、ニュープロビデンス島在住の海外渡航歴のない61歳女性の感染が確認された。
3月18日、最初の感染者の親族2人の感染が確認された。この2人はカナダ、トリニダード島、ドバイへの旅行歴がある。
3月20日、新たに1人の感染が確認された。

### シント・マールテン
2020年3月17日、イギリスから帰った1人の感染が確認された。

### エルサルバドル
2020年3月18日、北部メタパン付近から不法帰国した1人の感染が確認された。当該患者はイタリアへの出国した記録があるが、帰国の記録はなかった。
3月20日、スペインからエルサルバドル国際空港に到着した2人の感染が確認された。

### ニカラグア
2020年3月18日、同月15日にパナマ市から帰国した40歳男性の感染が確認された。
3月20日、同月16日にコロンビアから帰国したHIV陽性の男性の感染が確認された。

### バルバドス
2020年3月17日、アメリカから入国した48歳観光客と39歳バルバドス人女性の感染が確認された。
3月19日、感染者女性の夫である40代男性、ニューヨークから帰国した60歳1人とクルーズ船の乗組員である30代男性の感染が確認された。
3月20日、アメリカから帰国した20代男性と60代女性の感染が確認された。
3月21日、国内接触者7人と外来者1人の感染が確認された。

### ハイチ
2020年3月19日、パリから帰国した31歳ハイチ人と、ポルトープランスの孤児院でボランティアをしているベルギー人の感染が確認された。

### ドミニカ国
2020年3月22日、イギリスから帰国した54歳男性の感染が確認された。

### グレナダ
2020年3月22日、同月16日にイギリスから帰国した女性の感染が確認された。

### ベリーズ
2020年3月23日、サン・ペドロでロサンゼルスから帰国した女性の感染が確認された。
4月5日、ベリーズ市議会の55歳職員が死亡。

### セントクリストファー・ネイビス
2020年3月25日、ニューヨークから帰国した21歳男性と57歳女性の感染が確認された。

### カリブ・オランダ
2020年3月31日、シント・ユースタティウス島で同月15日にオランダ本土から来た2人の感染が確認された。
2020年4月12日、サバ島で最初の感染者が確認された。
2020年4月16日、ボネール島で最初の感染者が確認された。

## 南アメリカ

### ブラジル
2020年2月25日、イタリアへの旅行歴がある61歳男性はウイルス陽性反応が出ており、当該男性は既にサンパウロの病院に入院していた。ブラジル保健省は26日に再検証し、感染が確認された。ラテンアメリカ初の症例である。
2月29日、27日にイタリア北部から帰国したサンパウロ在住の32歳男性の感染が確認された。
3月4日、イタリア・ドイツ・オーストリア・スペインを歴訪し、3月1日にサンパウロに帰国した同市在住の46歳コロンビア人ビジネスマンの感染が確認された。また、イタリアからポルトガル経由で帰国した同市在住の13歳少女にもウイルスの陽性反応が出た。
3月5日、サンパウロ州で2人、リオデジャネイロ州で1人、エスピリトサント州で1人の感染が確認された。
3月6日、イタリアから帰国したバイーア州フェイラ・デ・サンタナ在住の34歳女性、サンパウロ州在住の4人の感染が確認された。
3月7日、サンパウロ州で3人、リオデジャネイロ州で1人、 ブラジリア連邦直轄区で1人、バイーア州で接触者である46歳家政婦の感染が確認された。
3月8日、サンパウロ州で3人、アラゴアス州で1人、リオデジャネイロ州で1人、ミナスジェライス州で1人の感染が確認された。
3月9日、リオデジャネイロ州でいずれも海外から帰国したリオデジャネイロ在住の4人、ニテロイ在住の1人の感染が確認された。
3月10日、サンパウロ州で3人、リオグランデ・ド・スル州で1人の感染が確認された。
3月11日、ブラジリア連邦直轄区在住の45歳男性を含む18人の感染が確認された。
3月12日、大統領の広報局長であるファビオ・ワインガルテン、パラナ州で6人、ペルナンブーコ州でイタリアから帰国したの66歳と71歳の夫婦、リオグランデ・ド・スル州で2人など、計25人の感染が確認された。ワインガルテンは数日前、ボルソナーロ大統領と共にマー・ア・ラゴでアメリカのトランプ大統領と面会した。
3月13日、マットグロッソ・ド・スル州選出の上院議員ネルシニョ・トラジ、駐米ブラジル大使ネストル・フォルステル、リオグランデ・ド・ノルテ州で1人、アマゾナス州でロンドンから入国した39歳女性、サンタカタリーナ州でフロリアノーポリス在住の2人とジョインヴィレ在住の男性など、計21人の感染が確認された。また、ジャイール・ボルソナーロ大統領に対する一次検査の結果、ウイルスの陽性反応が出たと一部メディアが報道したが、同日に行われた検査の結果、陰性だと判明した。
3月14日、ゴイアス州の4人を含む23人の感染が確認された。
3月15日、大統領の広報局次官サミー・リベルマン、ブラジル同盟の広報担当者セルジオ・リマ、大統領専用機の乗組員、バイーア州で9人、ブラジリア連邦直轄区で6人、セアラー州で3人、マットグロッソ・ド・スル州で2人、エスピリトサント州で1人など、計79人の感染が確認された。
3月16日、国家産業連盟会長ロブソン・ブラガ・デ・アンドラーデ、ミナスジェライス州産業連盟会長フラビオ・ロスコエ、経済省外務・国際問題特別事務局長マルコス・トロイジョなど、計34人の感染が確認された。同日、サンパウロ州でサンパウロ在住の62歳男性が死亡。
3月17日、サンタカタリーナ州選出の下院議員ダニエル・フレイタスを含む57人の感染が確認された。同日、リオデジャネイロ州でミゲル・ペレイラ在住の63歳女性が死亡。
3月18日、鉱山エネルギー大臣ベント・コスタ・アルブケルケ、機関警備室長アウグスト・ヘレノ、アマパー州選出の上院議員ダビ・アルコロンブレ、パラー州でリオデジャネイロのカーニバルを見に行ったベレン在住の37歳男性、トカンティンス州でパルマス在住の42歳女性弁護士など、計137人の感染が確認された。同日、サンパウロ州でサンパウロ在住の65歳男性と85歳男性、ジュンジアイ在住の81歳男性が死亡。
3月19日、サンパウロ州で46人、パラナ州でクリチバ在住の9人、リオグランデ・ド・スル州でバジェ在住の2人を含む9人、アラゴアス州でマセイオ在住の3人など、計193人の感染が確認された。同日、リオデジャネイロ州でニテロイ在住の69歳男性、サンパウロで77歳男性が死亡。
3月20日、サンパウロ州で59人、セアラー州で31人、アマゾナス州で7人、アクレ州でいずれもリオブランコ在住の26歳の建築士、29歳の弁護士とイタリアから帰国した採掘業協同組合の81歳会長、バイーア州で2人、パラー州でベレンに滞在中の36歳女性、アマパー州でマカパ在住の36歳女性、ロンドニア州でジ＝パラナに滞在中のサンパウロ在住の29歳1人、マットグロッソ州でクイアバ在住の1人など、計283人の感染が確認された。また、前日にサンパウロで亡くなった70歳男性の感染も確認された。同日、サンパウロ州で80歳、93歳の男性2人と83歳女性が死亡。同日、ブラジル政府は、非常事態を宣言した。
3月21日、ブラジリア連邦直轄区で21人、サンタカタリーナ州で11人、パラナ州でクリチバ在住の4人を含む7人、リオグランデ・ド・スル州で5人、ロライマ州でサンパウロからボア・ヴィスタに到着したカップル、マラニョン州で1人、マットグロッソ州でヴァールゼア・グランデ在住の男性1人、トカンティンス州でパルマス在住の47歳1人など、計204人の感染が確認された。同日、サンパウロ州で89歳、76歳、89歳、73歳の女性4人と90、49歳の男性2人、リオデジャネイロ州でペトロポリス在住の65歳男性が死亡。
3月24日、サンパウロ州とリオデジャネイロ市は、飲食店や商店の一斉閉鎖を実施。これについて翌3月25日、ジャイール・ボルソナーロ大統領は自治体による閉鎖を批判、「われわれは生き続けなければならない。雇用を守らねばならない。普段通りに戻らなければならない」と主張した。大統領は、この後も州知事などに対して経済活動再開を訴えた。
5月6日、国内の感染者数は24時間で10,503人増加、1万人を突破し最多を更新。5月19日、直近24時間の死者数が1,179人と初めて1,000人の壁を突破した。
6月19日時点で累計感染者数が100万人を突破し、アメリカ合衆国に次いで世界で2番目に感染者の多い国となっている。感染拡大のピークが見えない中で、市民の経済的な困窮が進行。大都市では市長の判断で、7月以降のバーやレストランの再開が決定された。
その後も感染拡大が続き、2021年2月19日時点で感染者数は1000万人を突破（アメリカ、インドに次いで世界で3カ国目）、さらに死者数も同年3月24日時点で30万人（アメリカに次いで世界で2番目に多い）を超えている。

### エクアドル
2020年2月29日、同月14日にマドリードから帰国した71歳エクアドル人女性の感染が確認された。
3月1日、最初の感染者の家族ら5人の感染が確認された。
3月2日、2月14日にスペインのトレホンから帰国した71歳女性の感染が確認された。
3月4日、最初の感染者の接触者3人の感染が確認された。
3月5日、最初の感染者の接触者3人の感染が確認された。
3月6日、スクンビオス県でオランダ人観光客1人の感染が確認された。
3月8日、国内接触者1人の感染が確認された。
3月10日、最初の感染者と接触した1人、感染が確認されたパラグアイ人と接触した1人の感染が確認された。
3月12日、新たに2人の感染が確認された。
3月13日、ニューヨークからキトに帰国した1人を含む4人の感染が確認された。また、グアヤキルで最初の感染者が死亡。
3月14日、新たに5人の感染が確認された。また、グアヤキルで最初の感染者の姉妹1人が死亡。
3月15日、帰国者3人とグアヤス県内で感染者と接触した6人の感染が確認された。
3月16日、新たに21人の感染が確認された。
3月17日、海岸地区のグアヤス県を中心に53人の感染が確認された。
3月18日、グアヤス県で多数、ピチンチャ県で4人など、合計57人の感染が確認された。同日、グアヤキルで63歳男性が死亡。
3月19日、新たに92人の感染が確認された。同日、マナビ県在住の1人が死亡。
3月20日、グアヤス県を中心に166人の感染が確認された。同日、65歳、60歳と48歳の男性3人が死亡。
3月21日、新たに106人の感染が確認された。

### チリ
2020年3月3日、マウレ州で、約1ヶ月間にシンガポールなど東南アジアに滞在していたサン・ハビエル・デ・ロンコミージャ在住の33歳男性の感染が確認された。
3月4日、33歳の感染者の家族1人と、ヨーロッパ旅行から帰国した首都州在住の56歳1人の感染が確認された。
3月5日、29日にイタリアから帰国した首都州在住の40歳1人の感染が確認された。
3月6日、4日に感染が確認された感染者の親族1人の感染が確認された。
3月7日、イタリア旅行から帰国した17歳少年と、スペインなどを訪れたプエルトモント在住の20代女性の感染が確認された。
3月8日、アメリカから来た親族と接触した83歳女性、国内接触者であるマウレ州在住の39歳男性、イタリア旅行から帰国した14歳少年の感染が確認された。
3月9日、サンティアゴで成人女性、マウレ州で3歳未満の女の子、ビオビオ州で38歳男性の感染が確認された。
3月10日、サンティアゴで31歳女性、32歳女性と40歳男性、マウレ州で21歳男性の感染が確認された。
3月11日、サンティアゴで58歳、48歳、23歳の女性3人と26歳男性、マウレ州で24歳女性と29歳男性の感染が確認された。
3月12日、ニュブレ州の29歳1人の他に、首都州のラス・コンデス、ビタクラ、ロ・バルネチェアを中心に9人の感染が確認された。
3月13日、首都州で男性5人と50歳女性、ピオピオ州でコンセプシオン在住の30代男性2人、マウレ州でタルカ在住の38歳女性、ニュブレ州で16歳1人の感染が確認された。
3月14日、首都州で11人、アントファガスタ州で2人、ニュブレ州で2人、アタカマ州で1人、マウレ州で1人、アイセン州での感染が確認された。
3月15日、新たに14人の感染が確認された。
3月16日、バルパライソ州で1人、ロス・リオス州で1人、ラ・アラウカニア州で1人、首都州で69人など、計81人の感染が確認された。
3月17日、プエルトモントで隔離中のクルーズ船乗客だった5人を含む45人の感染が確認された。
3月18日、新たに37人の感染が確認された。
3月19日、コキンボ州で2人、バルパライソ州で3人、首都州で73人、オイギンス州で2人、マウレ州で3人、ニュブレ州で2人、ビオビオ州で7人、ラ・アラウカニア州で3人、ロス・ラゴス州で8人の感染が確認された。
3月20日、首都州で57人、ニュブレ州で16人、ビオビオ州で5人、ロス・ラゴス州で2人、ラ・アラウカニア州で2人、アントファガスタ州で4人、バルパライソ州で1人など、計92人の感染が確認された。
3月21日、新たに103人の感染が確認された。同日、83歳女性1人が死亡。
5月8日頃まで1日当たり350人-500人だった新規感染者数は、その後に急増。5月13日には約2600人の新規感染者が確認、翌14日にもほぼ同数の感染者数となった。感染者の80％が首都圏に集中していることから、5月15日、首都サンティアゴにロックダウンが行われた。
2021年4月9日、1日あたりの新規感染者が、パンデミック開始以降で初めて9000人を超えた、それまでのピークだった昨年6月中旬の7000人弱を大幅に上回り、過去最多を記録した。

### アルゼンチン
2020年3月3日、1日にイタリア北部などへの短期旅行から帰国した43歳男性の感染が確認された。
3月5日、ブエノスアイレス市でイタリア北部から帰国した23歳青年の感染が確認された。
3月6日、ブエノスアイレス市で72歳女性と44歳男性、46歳男性、67歳男性、ブエノスアイレス州で67歳女性、コルドバ州で57歳男性の感染が確認された。いずれもヨーロッパからの帰国者である。
3月7日、パリから帰国した64歳男性がブエノスアイレス市内で死亡。
3月8日、ブエノスアイレス市でイタリアのパルマ在住の71歳女性とアメリカから帰国した若者1人、ブエノスアイレス州でヨーロッパから帰国した53歳女性の感染が確認された。
3月9日、ブエノスアイレス市で1人、チャコ州で2人、サンルイス州で1人、リオネグロ州で1人の感染が確認された。
3月10日、ブエノスアイレス市でフランスから入国した23歳男性、ブエノスアイレス州のラ・マタンサ県でスペインから帰国した42歳男性の感染が確認された。
3月11日、ドイツから帰国したブエノスアイレス市在住の54歳男性と、スペインから帰国したブエノスアイレス州在住の48歳女性の感染が確認された。
3月12日、ブエノスアイレス市、ブエノスアイレス州、コルドバ州、チャコ州で計10人の感染が確認された。
3月13日、ブエノスアイレス市でドイツ・スペインを訪れていた29歳男性と国内接触者である64歳男性、ブエノスアイレス州で1人の感染が確認された。同日、チャコ州のレシステンシアでエジプト・トルコとドイツを旅行した同市内在住の61歳男性が死亡。
3月14日、ブエノスアイレス市で6人、ブエノスアイレス州で旅行歴のある74歳と45歳男性、チャコ州で感染者と接触した4歳の子供、サンタフェ州でイギリスから帰国したロサリオ在住の男性など、計11人の感染が確認された。
3月15日、ブエノスアイレス市で6人、チャコ州で2人、南端のティエラ・デル・フエゴ州で2人、ブエノスアイレス州で1人の感染が確認された。
3月16日、ブエノスアイレス市で2人、ブエノスアイレス州で4人、チャコ州で医療関係者ら3人の感染が確認された。
3月17日、ブエノスアイレス市で4人、ブエノスアイレス州で2人、コルドバ州で2人、チャコ州で1人、フフイ州でヨーロッパ旅行から帰国したサン・サルバドール在住の45歳女性、サルタ州でマドリードから帰国した40歳男性弁護士、リオネグロ州でシポジェッティ在住の女性1人、エントレ・リオス州で1人、サンタクルス州で1人の感染が確認された。
3月18日、ブエノスアイレス市で10人、ブエノスアイレス州で6人（うち1人が重複計算）、チャコ州、コルドバ州、エントレ・リオス州で各1人の感染が確認された。同日、ブエノスアイレス市で64歳男性が死亡。
3月19日、ブエノスアイレス市で8人、ブエノスアイレス州で15人、コルドバ州3、チャコ州で2人、トゥクマン州、サンタフェ州、リオネグロ州で各1人の感染が確認された。
3月20日、ブエノスアイレス市で9人、ブエノスアイレス州で9人、コルドバ州で4人、ネウケン州で2人、チャコ州、ティエラ・デル・フエゴ州、エントレ・リオス州、サンルイス州、コリエンテス州、サンティアゴ・デル・エステロ州で各1人の感染が確認された。うち22人は帰国者で、4人は国内接触者である。
3月21日、ブエノスアイレス市で29人、ブエノスアイレス州で15人、メンドーサ州で62歳女性ら5人、チャコ州で5人、コルドバ州で4人、ティエラ・デル・フエゴ州で3人、コリエンテス州で2人、サンタフェ州、トゥクマン州、リオネグロ州で各1人の感染が確認された。同日、ルハンでサン・アンドレス・デ・ヒレス在住の67歳女性が死亡。
その後も感染拡大が続き、10月19日時点で感染者数が100万人を突破（世界で5カ国目、南米では2カ国目）している。

### コロンビア
2020年3月6日、ボゴタでミラノから帰国した19歳女性留学生の感染が確認された。
3月9日、いずれもスペインから帰国したブガ在住の34歳男性とメデジン在住の50歳女性の感染が確認された。
3月11日、メデジンで接触者3人、ボゴタでヨーロッパと米国から来た女性2人、カルタヘナでクルーズ船の乗客だった米国人の高齢女性の感染が確認された。
3月12日、ボゴタでスペインから来た女性2人、ネイバでイタリアから帰国した女性とその姉妹1人の感染が確認された。
3月13日、ボゴタでイタリアから来た高齢女性、メタ県でスペインから来た成人女性、パルミラでスペインから来た成人男性の感染が確認された。
3月14日、アンティオキア県で接触者であるメデジン在住の20代男女2人、グアテマラ・米国への旅行から帰国したリオネグロ在住の30代男性、ボゴタで5人の感染が確認された。
3月15日、ボゴタでスペインから来た7人とアメリカから来た1人、ネイバで感染者と接触した5人、カルタヘナで感染者と接触した2人、メデジンでスペイン・ボスニア・クロアチアを訪れた1人、カリでスペインから帰国した男性1人、ククタでスペインから帰国した女性1人、マニサレスで米国から帰国した高齢男性1人、ファカタティバでスペインを訪れていた若い男性1人、ドスケブラダスでアメリカを訪れていた若い男性1人の感染が確認された。
3月16日、ボゴタで帰国者9人と国内接触者3人の感染が確認された。
3月17日、ボゴタで感染者と接触した3人とスペイン・イタリア・トルコ・ギリシャへの旅行から帰国した6人、カリでイタリアとスペインから帰国した男性2人、ククタでスペインから帰国した男性と接触者である女性、バランキージャでスペインから帰国した男性2人、カルタヘナで接触者2人、ブカラマンガでスペインから帰国した女性の感染が確認された。
3月18日、カリで5人、ボゴタで5人、パルミラで接触者3人、アルメニアで2人、カヒカで2人、カルタヘナで2人、ペレイラで3人、トリマ県で接触者1人とイバゲ在住の1人、サンタンデール県で1人、ネイバで接触者1人、ドスケブラダスで1人の感染が確認された。
3月19日、ボゴタで8人、メデジンで3人、ククタで3人、バランキージャで3人、ポパヤンで2人、カルタヘナで2人、パルミラ、アルメニア、カルダス県、ネイバ、ソアチャで各1人の感染が確認された。
3月20日、アンティオキア県でメデジンの9人、エンビガドの1人、リオネグロの1人、ボゴタで12人、サンタ・マルタで2人、ペレイラ、アナポイマ、カリ、チア、マドリードで各1人の感染が確認された。
3月21日、ボゴタで23人、カリで6人、パルミラで5人、カルタヘナで5人、ペレイラで2人、バランキージャで2人、イバゲ、ビージャ・デル・ロサリオ、マニサレス、ククタ、ネイバ、グアルネ、メデジン、イタグイ、チアでそれぞれ1人の感染が確認された。また、同月16日にカルタヘナで58歳男性が死亡したことも分かった。

### ペルー
2020年3月6日、スペイン・フランス・チェコへの旅行から帰国したLATAM航空の25歳男性パイロットの感染が確認された。
3月8日、最初の感染者の親族である51歳女性、74歳女性、7歳の子供を含む子供2人と友人である25歳男性パイロット、2月29日にロンドンからアレキパに帰国した29歳学生の感染が確認された。
3月9日、最初の感染者の接触者である78歳男性と66歳女性の感染が確認された。
3月10日、ヨーロッパを訪れた後、ワヌコに帰国したばかりの27歳と15歳の若者2人の感染が確認された。
3月11日、リマで47歳男性と69歳女性、チンチャ県で46歳と27歳の男性2人など、合計6人の感染が確認された。
3月12日、イタリアから帰国した21歳1人、ドイツとスペインへの旅行から帰国した28歳女性など5人の感染が確認された。
3月13日、新たに16人の感染が確認された。
3月14日、イタリア・スペイン旅行から帰国した49歳女性を含む5人の感染が確認された。
3月15日、新たに28人の感染が確認された。
3月16日、新たに15人の感染が確認された。
3月17日、新たに31人の感染が確認された。
3月18日、新たに28人の感染が確認された。
3月19日、ピウラ県の2人を含む89人の感染が確認された。同日、リマで78歳、47歳と69歳の男性3人が死亡。
3月20日、新たに29人の感染が確認された。同日、リマで75歳女性が死亡。また、同国のエリサベス・イノストロサ保健大臣が更迭され、新任にビクトル・サモラ・メシアが就任。
3月21日、新たに55人の感染が確認された。同日、ピウラで83歳男性が死亡。

### パラグアイ
2020年3月7日、同月3日にエクアドルから帰国した32歳男性の感染が確認された。
3月10日、アルゼンチンのコルドバから入国した83歳男性と、彼と接触した医師2人を含む3人の感染が確認された。
3月12日、最初の感染者と接触した1人の感染が確認された。
3月13日、83歳の感染者と接触した1人の感染が確認された。
3月15日、83歳の感染者と接触した1人の感染が確認された。
3月16日、83歳の感染者と接触した1人の感染が確認された。
3月17日、最初の感染者と接触した1人とメキシコへの旅行から帰国した1人の感染が確認された。
3月19日、最初の感染者と接触した1人を含む2人の感染が確認された。
3月20日、新たに5人の感染が確認された。同日、69歳男性が死亡。
3月21日、帰国者3人と国内接触者1人の感染が確認された。

### ボリビア
2020年3月10日、イタリアから帰国したサンタクルス県とオルロ県在住の女性2人の感染が確認された。
3月11日、マイアミからサンタ・クルスに到着した20代男性の感染が確認された。
3月13日、オルロの感染者の家族6人とコチャバンバ県在住の接触者1人の感染が確認された。
3月15日、マドリードから入国した20歳女性の感染が確認された。
3月17日、スペインから帰国したサンタクルス県在住の44歳女性の感染が確認された。
3月19日、ラパス県でマドリードからコロンビア経由でエル・アルト国際空港に到着した31歳1人、コチャバンバ県で女性医療スタッフ、オルロ県で1人の感染が確認された。
3月20日、サンタクルス県でブラジルから来た44歳女性ら4人の感染が確認された。
3月21日、モンテロで米国から入国した45歳男性の感染が確認された。
3月22日、ロンドンから来た1人とサンタ・クルス在住の感染者と接触した3人の感染が確認された。

### ガイアナ
2020年3月11日、同月5日に米国から帰国した52歳女性が死亡。死後に感染が確認された。
3月14日、最初の感染者の夫、息子ら親族3人の感染が確認された。
3月18日、最初の感染者の親族1人の感染が確認された。

### ベネズエラ
2020年3月13日、同月初にスペインから帰国した2人の感染が確認された。
3月14日、新たに8人の感染が確認された。
3月15日、ヨーロッパからの4人、コロンビアからの1人など、帰国者7人の感染が確認された。
3月16日、在ベネズエラアルゼンチン大使エドゥアルド・ポレッティを含む16人の感染が確認された。
3月17日、新たに3人の感染が確認された。
3月20日、新たに6人の感染が確認された。
3月21日、新たに28人の感染が確認された。

### スリナム
2020年3月13日、11日にオランダから入国した1人の感染が確認された。患者はロッテルダムやデルフトを訪れたことがある。
3月20日、国内接触者2人と入国者1人の感染が確認された。
3月21日、マイアミからヨハン・アドルフ・ペンヘル国際空港に到着した1人の感染が確認された。

### ウルグアイ
2020年3月13日、同月初にミラノから帰国したモンテビデオ在住の2人とサルト県在住の50代と30代母娘の感染が確認された。
3月14日、モンテビデオでヨーロッパから入国した2人の感染が確認された。
3月15日、元上院議員のペドロ・ボルダベリーとマルドナド県在住の1人の感染が確認された。
3月16日、新たに21人の感染が確認された。
3月17日、新たに21人の感染が確認された。
3月18日、新たに29人の感染が確認された。
3月19日、新たに15人の感染が確認された。同日、感染者である82歳女性は亡くなったが、医師はがんにより死亡したと判定。
3月20日、カネロネス県、コロニア県、マルドナド県、モンテビデオ県、サルト県で16人の感染が確認された。
3月21日、フロレス県、カネロネス県、コロニア県、マルドナド県、モンテビデオ県、サルト県で25人の感染が確認された。